# Ácido adípico
Ácido adípico é um ácido dicarboxílico de cadeia normal e saturada, que apresenta fórmula estrutural:
HOOC - CH2 - CH2 - CH2 - CH2 - COOH
- Fórmula molecular:  C6H10O4

- Massa Molecular: 146 u

## Nomenclatura
- Oficial: Ácido 1,6-hexanodióico

- Usual: Ácido adípico, ácido 1,4-butano-dicarboxílico, ácido haxanodióico

## Propriedades
Aparência
Cristais sólidos, branco, sem odor, pouco solúvel e mais denso que a água.

Fórmula molecular
C6H10O4

Físicas
Ponto de Ebulição: 337°C
Ponto de Fusão: 152°C
Índice de Refração: 1.433

## Obtenção
É obtido através da oxidação do ciclohexanol ou ciclohexanona com ácido nítrico na presença de catalisadores de cobre e vanádio.

## Aplicações e usos
É uma das matérias-primas básicas para as cadeias de produção de poliamidas, poliuretanos base éster, plastificantes e intermediários químicos. Tem aplicações em sistemas de poliuretanos, sínteses orgânicas, polímeros e fibras têxteis de poliamida, lubrificantes, plastificantes, adesivos, tintas e resinas, espumas flexíveis e rígidas, aplicações alimentares e de detergência.
Ácido adípico reage a hexametilenodiamina (HMD) formando o adipato de hexametilenodiamina, também chamado de sal nylon. O sal nylon é o monômero do polímero usalmente conhecido como nylon.
No passado, o acído adípico era materia-prima da hexametilenodiamina, através da sua reação com amônia e ácido fosfórico, formando a chamada adiponitrila (ADN). Esta reação, contudo, caiu em desuso dado o baixo rendimento, desenvolvimento de processos mais econômicos de produção de ADN (via do butadieno e ácido cianídrico) e crescimento do próprio mercado de ácido adípico.
O ácido adípico também é usado como acidulante na indústria de alimentos, porém seu alto custo de produção não o torna competitivo frente ao ácido cítrico.
Subprodutos da produção de ácido adípico são os diácidos menores, o ácido glutárico (COOH - (CH2)3 - COOH) e ácido succínico (COOH - (CH2)2 - COOH), utilizados como desencalantes em curtumes ou na preparação de solventes pesados (ésteres de glutarato e succinato).
A produção de ácido adípico é também uma grande geradora de monóxido de dinitrogênio ou gás nitroso (N2O), gás gerador de efeito estufa, com um potencial equivalente a 310 toneladas de CO2 por tonelada de N2O.